# Kristi Castlin
Kristi Castlin (née le 7 juillet 1988 à Douglasville) est une athlète américaine, spécialiste du 100 mètres haies.

## Biographie
En début de saison 2012, lors du Meeting Femina à Eaubonne, réservé aux dames, elle survole la concurrence sur 60 m haies, avec un chrono de 7 s 95 après avoir réalisé 7 s 92 lors du meeting de Liévin le 14 février.
À Albuquerque, Kristi Castlin remporte le titre du 60 m haies des Championnats des États-Unis en salle, établissant en 7 s 84 la meilleure performance mondiale de l'année.
Le 7 juin 2012, lors des Bislett Games d'Oslo, 5e étape de la ligue de diamant 2012, elle finit 2e du 100 mètres haies en 12 s 56 (PB) derrière Sally Pearson (12 s 49 (MPMA, record du meeting)).
Le 17 août 2016, Kristi Castlin remporte la médaille de bronze des Jeux olympiques de Rio en 12 s 61, réalisant avec Brianna Rollins (12 s 48, or) et Nia Ali (12 s 59, argent) un triplé américain inédit.

## Palmarès
| Date | Compétition      | Lieu             | Résultat | Épreuve     | Temps   |
| ---- | ---------------- | ---------------- | -------- | ----------- | ------- |
| 2014 | DécaNation       | Angers           | 1re      | 100 m haies | 12 s 74 |
| 2016 | Jeux olympiques  | Rio de Janeiro   | 3e       | 100 m haies | 12 s 61 |
| 2017 | Ligue de diamant | Ligue de diamant | 8e       | 100 m haies | 13 s 03 |
| 2017 | DécaNation       | Angers           | 1re      | 100 m haies | 12 s 95 |

## Records
| Épreuve     | Performance         | Lieu        | Date            |
| ----------- | ------------------- | ----------- | --------------- |
| 60 m haies  | 7 s 84              | Albuquerque | 26 février 2012 |
| 100 m haies | 12 s 50 (+ 1,2 m/s) | Eugene      | 8 juillet 2016  |